# Динка (език)
Динка е нилотски език, който се говори от около 1,3 милиона души сред етническата група динка в Южен Судан. Динка няма официален статус в страната (единственият официален език е английски).  Родствени на динка са езикът нуер и езиците от групата луа.
Разновидности на латинската азбука се използват от началото на 20. век насам, като текущата азбука се състои от следните букви:
- a ä b c d dh e ë ɛ ɛ̈ g ɣ i ï j k l m n nh ny ŋ t th u w o ö ɔ ɔ̈ p r y.